# Шават (посёлок)
Шава́т (узб. Shovot / Шовот) — городской посёлок в Узбекистане, административный центр Шаватского района Хорезмской области.

## География
Посёлок расположен в 37 км к северо-западу от Ургенча, в 35 км к юго-востоку Дашогуза, на канале Шават, железнодорожная станция на линии Туркменабад — Бейнеу. Население по состоянию на 1991 — 20,6 тыс. чел.

## История
На территории города расположено городище Ваянган (II в. до н. э.). Статус города присвоен в 1981 году. С 1992 года Шават — посёлок городского типа.

## Экономика
В Шаватском районе имеются следующие крупные предприятия:
- Текстильная фабрика «Uztex Shovot»;
- Хлопкоочистительный завод;
- Асфальтобетонный завод;
- Текстильная фабрика «Katqal'a tex».

## Транспорт
Железнодорожная станция.